# Rhinolophus sedulus
Rhinolophus sedulus är en fladdermusart som beskrevs av K. Andersen 1905. Den ingår i släktet Rhinolophus och familjen hästskonäsor. Inga underarter finns listade i Catalogue of Life.

## Beskrivning
Den tjocka, ulliga pälsen är mörkbrun till mörkgrå. Öronen är stora och framåtvända. Som alla hästskonäsor har arten flera hudflikar kring näsan. Denna art har bland annat en karakteristisk lansett mittemellan ögonen, den smala, översta hudfliken. Flikarna brukas för att rikta de överljudstoner som används för ekolokalisation. Till skillnad från andra fladdermöss som använder sig av överljudsnavigering produceras nämligen tonerna hos hästskonäsorna genom näsan, och inte som annars via munnen. Underarmen är 4 till 4,4 cm lång, svansen 2 till 2,5 cm, och vikten 8,4 till 11 g.

## Utbredning
Arten förekommer på södra Malackahalvön och på Borneo.

## Ekologi
Habitatet utgörs främst av urskog. Individerna söker daglega, ensamma eller i små grupper, i grottor, i håligheter kring omkullfallna träd, i vägtrummor och i liknande gömställen. Födosöket sker nära marken, i skogens undervegetation. Antagligen är arten monogam.

## Bevarandestatus
IUCN kategoriserar arten globalt som nära hotad. Främsta hoten är skogsavverkning, nyplantering, anläggning av plantager och skogsbränder.